# Paragorgia arborea
Paragorgia arborea (Linnaeus, 1758) è una gorgonia della famiglia Paragorgiidae.